# Da una storia vera
Da una storia vera è un album dal vivo del cantautore italiano Claudio Baglioni pubblicato in esclusiva da Mondadori il 20 luglio 2019 all'interno del cofanetto "Claudio Baglioni collezione 50".

## Descrizione
Conosciuto anche come Al centro - Da una storia vera, il disco contiene la registrazione del concerto Al centro realizzato presso l'Arena di Verona il 15 settembre 2018 e trasmesso in diretta da RaiUno. Contiene il brano strumentale inedito Al centro eseguito come prologo ed epilogo dello spettacolo che, nel 2020 nell'ultimo album di inediti pubblicato, In questa storia che è la mia, è stato reinciso con testo e nuovo arrangiamento, ed intitolato Altrove e qui.

## Tracce

### CD 1
1. Al centro (prologo)
2. Questo piccolo grande amore
3. Porta portese
4. Quanto ti voglio
5. Con tutto l’amore che posso
6. Amore bello
7. W l’Inghilterra
8. Io me ne andrei
9. E tu
10. Poster
11. Sabato pomeriggio
12. Quante volte
13. Solo

### CD 2
1. Un po' di più
2. E tu come stai
3. I vecchi
4. Ragazze dell’est
5. Via
6. Strada facendo
7. Avrai
8. Uomini persi
9. Un nuovo giorno o un giorno nuovo
10. Notte di note note di notte
11. E adesso la pubblicità

### CD 3
1. La vita è adesso
2. Mille giorni di te e di me
3. Acqua dalla luna
4. Noi no
5. Io sono qui
6. Le vie dei colori
7. Cuore di aliante
8. Sono io
9. Tutti qui
10. Con voi
11. Al centro (epilogo)